# Kalinov
Kalinov, russinisch Калинiв/Kalyniw (bis 1927 slowakisch „Kalenov“; ungarisch Kalenó)  ist eine Gemeinde im Nordosten der Slowakei mit 243 Einwohnern (Stand 31. Dezember 2024), die zum Okres Medzilaborce, einem Kreis des Prešovský kraj gehört und in der traditionellen Landschaft Zemplín liegt.

## Geographie

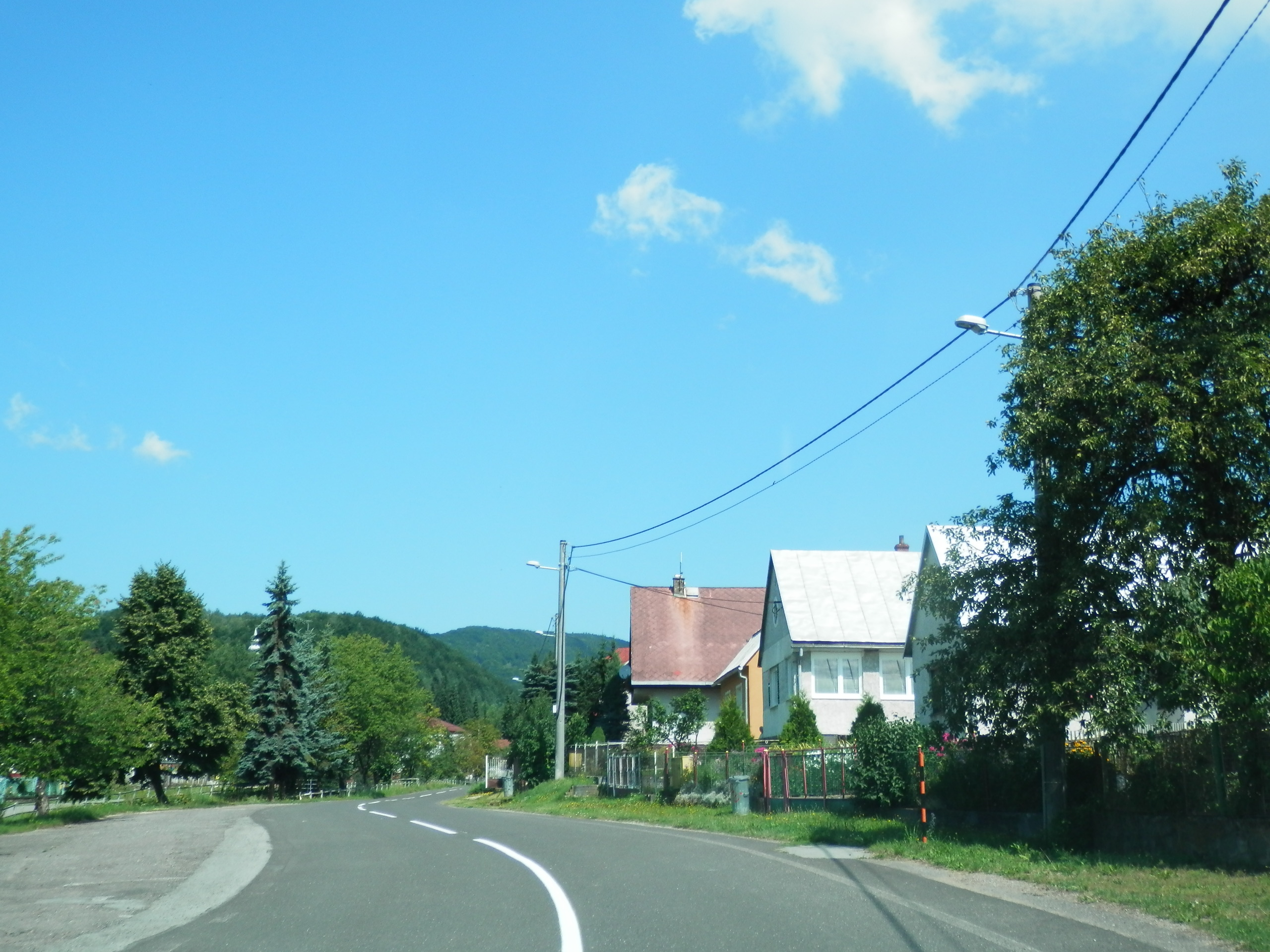
Hauptstraße von Kalinov

Die Gemeinde befindet sich in den Niederen Beskiden im Bergland Laborecká vrchovina, im Tal des Baches Hlboký potok im Einzugsgebiet des Laborec über den Nebenfluss Vydranka, innerhalb der Grenzen des Landschaftsschutzgebiets Východné Karpaty, nahe der Staatsgrenze zu Polen. Das Gemeindegebiet ist überwiegend bewaldet (Buchen und Birken). Das Ortszentrum liegt auf einer Höhe von 453 m n.m. und ist sechs Kilometer von Medzilaborce entfernt (Straßenentfernung).
Nachbargemeinden sind Jaśliska (Ortschaft Jasiel, PL) im Norden, Komańcza (Ortschaften Wisłok Wielki und Czystogarb, PL) im Nordosten, Medzilaborce (Stadtteile Vydraň, Medzilaborce und Borov) im Osten, Süden und Westen und Habura im Nordwesten.

## Geschichte

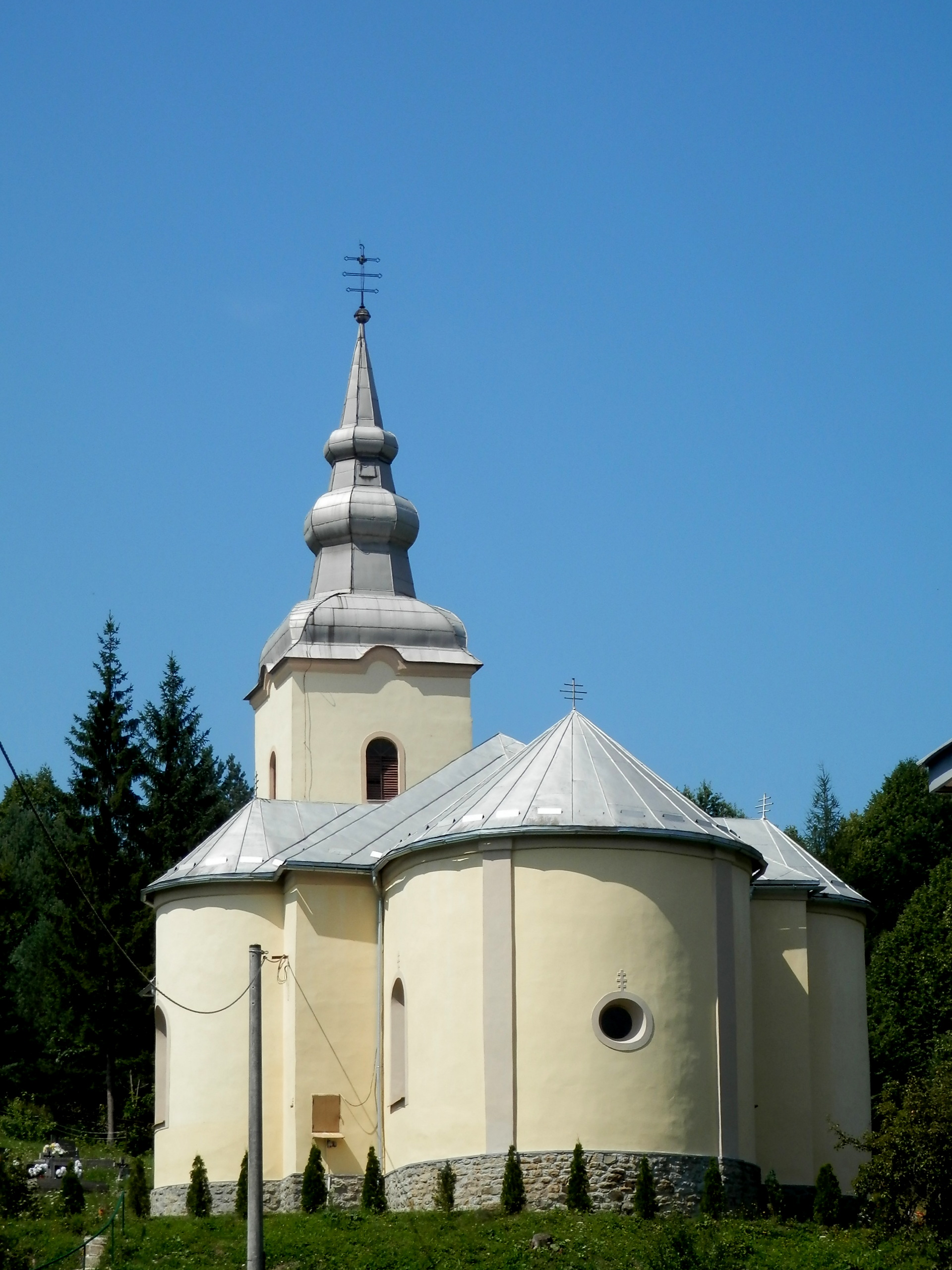
Kirche in Kalinov

Aus der Römerzeit stammt ein Fund von 21 Münzen (Denaren) aus dem 2. Jahrhundert.
Kalinov wurde zum ersten Mal 1604 als Kalino schriftlich erwähnt. Das Dorf war Teil der Herrschaft von Humenné, ab dem 17. Jahrhundert war es Besitz der Familie Szirmay sowie anderer Familien.
1715 gab es eine Mühle, acht verlassene und 14 bewohnte Haushalte. 1787 hatte die Ortschaft 43 Häuser und 282 Einwohner, 1828 zählte man 50 Häuser und 389 Einwohner, die als Hirten, Köhler und Waldarbeiter tätig waren. Während der Winterschlacht in den Karpaten 1914/15 wurde Kalinov von der russischen Armee erobert und bei den Kampfhandlungen zerstört.
Bis 1918 gehörte der im Komitat Semplin liegende Ort zum Königreich Ungarn und kam danach zur Tschechoslowakei beziehungsweise heute Slowakei. In der Zeit der ersten tschechoslowakischen Republik verblieben die Einwohner bei traditionellen Einnahmequellen. Im Verlauf des Zweiten Weltkriegs wurde Kalinov am 21. September 1944 als erster Ort der Tschechoslowakei von der Roten Armee eingenommen. Bei Kampfhandlungen wurde der Ort zerstört, nach dem Kriegsende aber wieder aufgebaut. Nach dem Zweiten Weltkrieg pendelte ein Teil der Einwohner zur Arbeit in Industriebetriebe in Medzilaborce und Humenné, die Landwirte waren privat organisiert.

## Bevölkerung
| Jahr                | 1994 | 2004     | 2014     | 2024     |
| ------------------- | ---- | -------- | -------- | -------- |
| Anzahl der Personen | 367  | 304      | 273      | 243      |
| Unterschied         |      | −17,16 % | −10,19 % | −10,98 % |

| Jahr                | 2023 | 2024 |
| ------------------- | ---- | ---- |
| Anzahl der Personen | 243  | 243  |
| Unterschied         |      | +0 % |

Nach der Volkszählung 2011 wohnten in Kalinov 292 Einwohner, davon 188 Russinen, 97 Slowaken, vier Ukrainer und ein Magyare. Zwei Einwohner machten keine Angabe zur Ethnie.
264 Einwohner bekannten sich zur griechisch-katholischen Kirche sowie jeweils 11 Einwohner zur orthodoxen Kirche und zur römisch-katholischen Kirche. Bei sechs Einwohnern wurde die Konfession nicht ermittelt.

## Bauwerke und Denkmäler

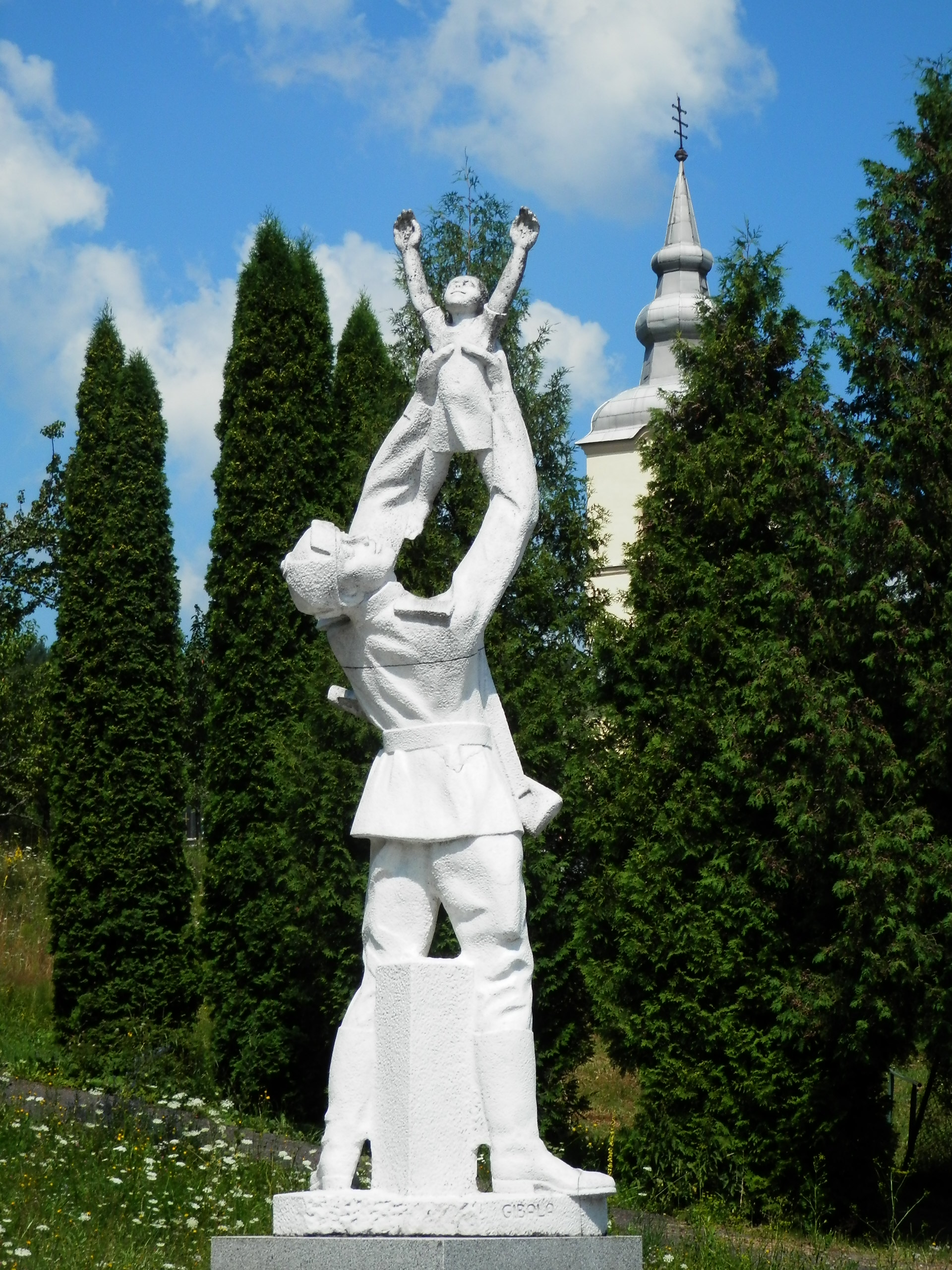
Befreiungsdenkmal im Ort

- griechisch-katholische Kirche Mariä Himmelfahrt im barock-klassizistischen Stil aus dem späten 18. Jahrhundert, 1866 und 1929 saniert[6]

## Verkehr
Nach Kalinov führt nur die Cesta III. triedy 3868 („Straße 3. Ordnung“) von Vydraň heraus. Der nächste Bahnanschluss ist die Haltestelle Medzilaborce mesto an der Bahnstrecke Michaľany–Łupków.